# Meridià 141 a l'oest
El meridià 141 a l'oest de Greenwich és una línia de longitud que s'estén des del pol Nord travessant l'oceà Àrtic, Amèrica del Nord, l'oceà Pacífic, l'oceà Antàrtic, i l'Antàrtida fins al pol Sud.

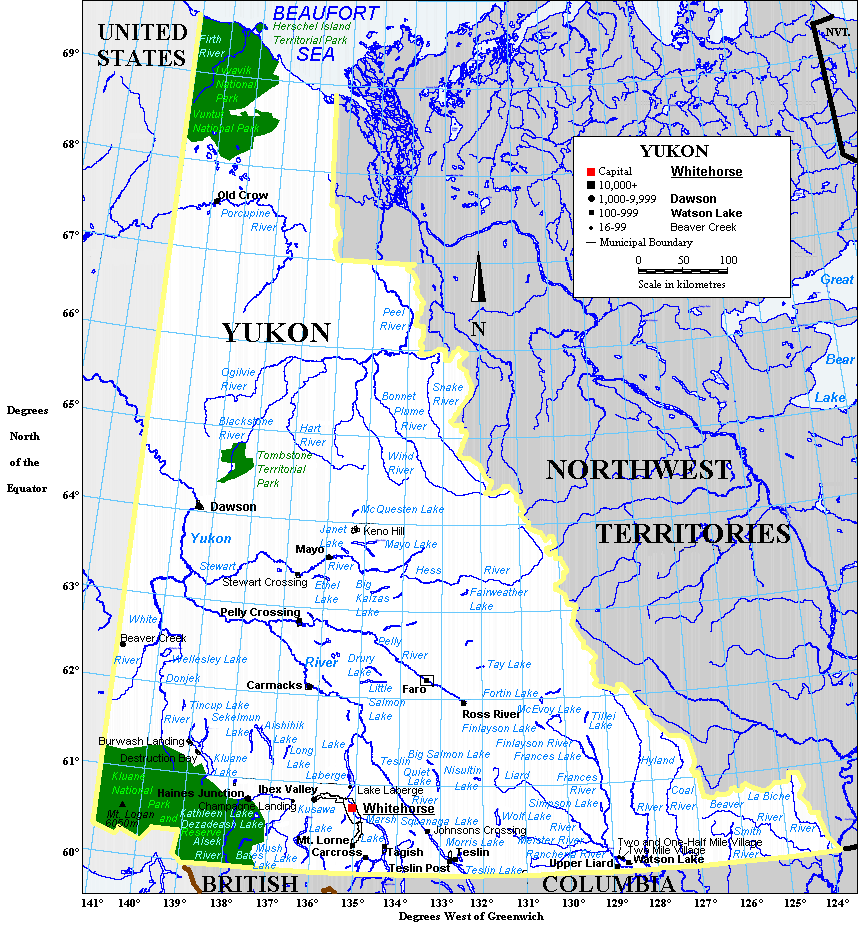
La frontera occidental de Yukon (amb Alaska) és definida pel meridià.

El meridià 141 a l'oest forma un cercle màxim amb el meridià 39 a l'est. Com tots els altres meridians, la seva longitud correspon a una semicircumferència terrestre, uns 20.003,932 km. Al nivell de l'Equador, és a una distància del meridià de Greenwich de 15.696 km.
Part de la frontera entre els Estats Units (Alaska) i el Canadà (Yukon) és definida pel meridià.

## De Pol a Pol
Començant en el pol Nord i dirigint-se cap al pol Sud, aquest meridià travessa:
| Coordenades                               | País, territori o mar          | Notes |
| ----------------------------------------- | ------------------------------ | --- |
| 90° 0′ N, 141° 0′ O / 90.000°N,141.000°O  | Oceà Àrtic                     | |
| 73° 40′ N, 141° 0′ O / 73.667°N,141.000°O | Mar de Beaufort                | |
| 69° 39′ N, 141° 0′ O / 69.650°N,141.000°O | Frontera Estats Units / Canadà | Alaska / Yukon |
| 60° 19′ N, 141° 0′ O / 60.317°N,141.000°O | Estats Units                   | Alaska (Yakutat) |
| 59° 46′ N, 141° 0′ O / 59.767°N,141.000°O | Oceà Pacífic                   | Passa a l'oest de l'illa Eiao, Polinèsia Francesa (a 8° 0′ S, 140° 43′ O / 8.000°S,140.717°O) · Passa a l'est de l'atol Napuka, Polinèsia Francesa (a 14° 11′ S, 141° 10′ O / 14.183°S,141.167°O) · Passa a l'oest de l'atol Fangatau, Polinèsia Francesa (a 15° 49′ S, 140° 53′ O / 15.817°S,140.883°O) · Passa a l'oest de l'atol Amanu, Polinèsia Francesa (a 17° 51′ S, 140° 50′ O / 17.850°S,140.833°O) |
| 18° 4′ S, 141° 0′ O / 18.067°S,141.000°O  | Polinèsia Francesa             | Atol Hao |
| 18° 11′ S, 141° 0′ O / 18.183°S,141.000°O | Oceà Pacífic                   | Passa a l'oest de l'atol Paraoa, Polinèsia Francesa (a 19° 7′ S, 140° 43′ O / 19.117°S,140.717°O) · Passa a l'est de l'atol Manuhangi, Polinèsia Francesa (a 19° 12′ S, 141° 13′ O / 19.200°S,141.217°O) |
| 60° 0′ S, 141° 0′ O / 60.000°S,141.000°O  | Oceà Antàrtic                  | |
| 75° 35′ S, 141° 0′ O / 75.583°S,141.000°O | Antàrtida                      | Territori no reclamat |